# 柴立芳文
柴立 芳文（しばたて / しばたての よしふみ、1915年（大正4年）8月12日 - 1975年（昭和50年）8月5日）は、昭和期の日本の農林業指導者、政治家。参議院議員（1期）、鹿児島県議会議長。
息子も県議会議長を務めた柴立鉄彦(7期)。孫も 現 県議会議員 柴立鉄平(１期)。

## 経歴
鹿児島県肝属郡大根占村神川（現錦江町）に生まれ、同郡田代村（現:錦江町）の柴立家の養子となる。鹿屋中学校（現鹿児島県立鹿屋高等学校）を経て、鹿児島高等農林学校林学科を卒業した。王子製紙に入社して終戦を迎えた。
故郷に引揚げ、1947年（昭和22年）田代村議会議員に選出され同議長も務めた。1951年（昭和26年）鹿児島県議会議員に選出され5期在任し、同副議長（2期）、同議長（2期）も務めた。この間、鹿児島県交通安全協会会長、同緑化推進委員長、全国都道府県議会議長会副会長、自由民主党鹿児島県議団会長、同党県支部連幹事長などを務めた。
また、協栄木材社長、肝属郡畜産農業協同組合連合会長、鹿児島県山林種苗協同組合理事長、全国山林種苗協同組合連合会副会長、鹿児島県森林組合連合会長、同県木材事業協同組合連合会長などを務めた。
1970年（昭和45年）秋の褒章で長年、村議会や県議会の議員として福祉に奉じて地方自治の発展に貢献したとして藍綬褒章受章。
1971年（昭和46年）6月の第9回参議院議員通常選挙に鹿児島県地方区から自由民主党公認で出馬して当選。参議院建設委員、同院自由民主党国会対策副委員長、同党鹿児島支部連選挙対策委員長、第2次田中角栄内閣と三木内閣の農林政務次官などを務めた。1975年8月、在任中に死去し参議院議員を1期務めた。死没日をもって勲三等旭日中綬章追贈、従四位に叙される。